# Mexicaanse algemene verkiezingen 2015
Op zondag 7 juni 2015 vonden er in Mexico algemene verkiezingen plaats. Er werd gestemd voor 500 leden voor de kamer van afgevaardigden. De winnaar in elk van de 300 kiesdistricten werd direct gekozen. De overige 200 afgevaardigden werden door evenredige vertegenwoordiging bepaald. De afgevaardigden werden verkozen voor een ambtstermijn van 3 jaar.
Tegelijkertijd vonden er verkiezingen plaats voor gouverneur en volksvertegenwoordigers in de congressen op deelstaat-niveau in Baja California Sur, Campeche, Colima, Jalisco, Guanajuato, Guerrero,  de staat Mexico, Michoacan, Morelos, Nuevo Leon, Querétaro, San Luis Potosí, Sonora,  Tabasco en Yucatán en werd in Mexico-Stad een nieuwe burgemeester gekozen. Ook vonden er verkiezingen plaats voor een aantal gemeentebesturen.
Dit waren de eerste verkiezingen georganiseerd door het Nationaal Electoraal Instituut. Voor het eerst vielen derhalve de verkiezingen op niveau van deelstaat en gemeente onder toezicht van dit nieuwe instituut. Ook voor het eerst werden bij deze verkiezingen kandidaten zonder partij toegelaten, de zogeheten onafhankelijke kandidaten.

## Officiële uitslagen

### Kamer van Afgevaardigden
| Partij                                |                |       | Totaal zetels | +/− |
| Partij                                | Aantal stemmen | %     | Totaal zetels | +/− |
| ------------------------------------- | -------------- | ----- | ------------- | --- |
| PRI                                   | 11.638.675     | 30,69 | 203           | −9  |
| PAN                                   | 8.379.502      | 22,10 | 108           | −6  |
| PRD                                   | 4.335.745      | 11,43 | 56            | −48 |
| Morena                                | 3.346.349      | 8,82  | 35            | +35 |
| PVEM                                  | 2.758.152      | 7,27  | 47            | +18 |
| MC                                    | 2.431.923      | 6,41  | 26            | +9  |
| Nieuwe Alliantie                      | 1.486.952      | 3,92  | 10            | 0   |
| PES                                   | 1.325.447      | 3,50  | 8             | +8  |
| PT                                    | 1.134.447      | 2,99  | 6             | −9  |
| Humanistische Partij                  | 856.903        | 2,26  | 0             | 0   |
| Onafhankelijken                       | 225.500        | 0,59  | 1             | +1  |
| Niet-geregistreerden                  | 52.384         | 0,13  | 0             | 0   |
| Ongeldig en blanco                    | 1.900.860      | 4,76  | –             | –   |
| Uitgebrachte stemmen                  | 39.782.246     | 100   | 500           | 0   |
| Geregistreerde stemmers               | 83 563 190     |       | –             | –   |
| Participatie                          | 47,72%         |       |               |     |
| Bron: INE en Kamer van Afgevaardigden |                |       |               |     |

## Opmerkelijke resultaten
De uitslag van de verkiezingen werd in het algemeen opgevat als een overwinning voor de regeringspartij PRI en de zittende president Enrique Peña Nieto, die met steun van PVEM en Nieuwe Alliantie de meerderheid in het congres behield. De als onrustig omschreven verkiezingen lieten belangrijke primeurs zien.
Manuel Clouthier Carrillo, de zoon van Manuel Clouthier, was de eerste onafhankelijke kandidaat in de geschiedenis van Mexico die een zetel in de Kamer van Afgevaardigden verwierf. Hij won in Culiacan, het vijfde district van Sinaloa. Het succes van de onafhankelijke kandidaten, zoals ook Jaime Rodriguez Calderón "el Bronco" die gouverneur werd van Nuevo Leon, werd beschouwd als een teken dat de Mexicaanse kiezers de verruiming van keuzemogelijkheden waardeerden. De nieuwe partij Morena, een afsplitsing van de PRD, werd de vierde partij van het land en won vijf zetels in het congres van Mexico-Stad. De voetballer Cuauhtémoc Blanco werd gekozen tot burgemeester van Cuernavaca. 
1917 · 1920 · 1922 · 1924 · 1926 · 1928 · 1929 · 1930 · 1932 · 1934 · 1937 · 1940 · 1943 · 1946 · 1949 · 1952 · 1955 · 1958 · 1961 · 1964 · 1967 · 1970 · 1973 · 1976 · 1979 · 1979 · 1982 · 1985 · 1988 · 1991 · 1994 · 1997 · 2000 · 2003 · 2006 · 2009 · 2012 · 2015 · 2018 · 2021 · 2024 · 2027